# Département de Veinticinco de Mayo (San Juan)
Le département de Veinticinco de Mayo est une des 19 subdivisions de la province de San Juan, en Argentine. Son chef-lieu est la ville de Villa Santa Rosa.
Le département a une superficie de 4 519 km2. Sa population s'élevait à 15 193 habitants au recensement de 2001.

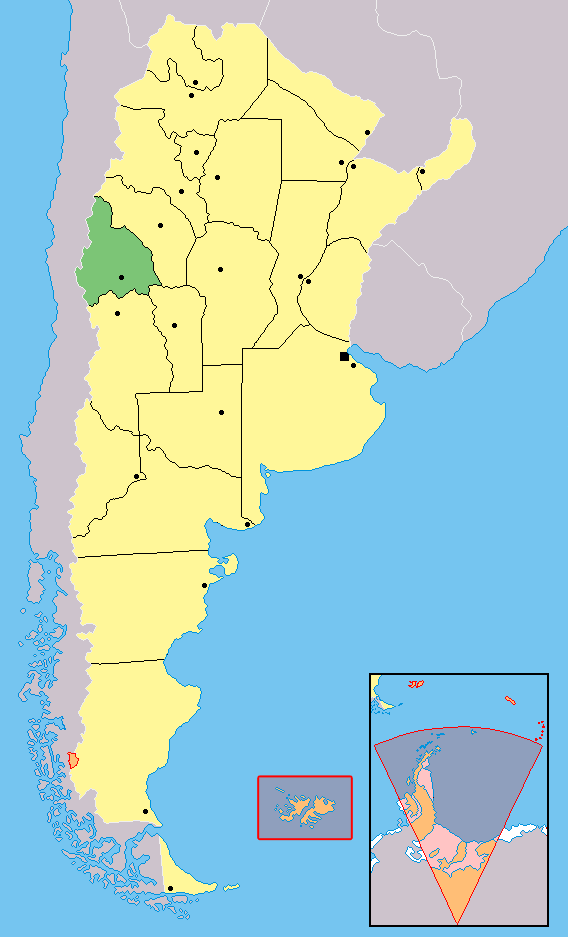
Localisation de la province de San Juan en Argentine